# Partido Verde Ecologista de Cartago
El Partido Verde era un partido ecológico a escala provincial de la provincia de Cartago, Costa Rica. Fue fundado el 11 de noviembre del 2004. Nunca ha obtenido diputados. Sus principales referentes en la actualidad son Rodrigo José Arias Gutiérrez Profesor, pensionado y excandidato a diputado, y Carlos R. Arrieta Jiménez, exprofesor, estudiante de la carrera de Manejo y Protección de los Recursos Naturales en la UNED y excandidato a Diputado. Su candidato a alcalde para el cantón central de Cartago en las elecciones de 2006 fue el educador Franco Fernández Esquivel. Es el único partido costarricense que se encuentra incorporado a la Global Verde y la Federación de Partidos Verdes de América.
Existió una iniciativa paralela de creación de una nueva agrupación denominada Partido Verde de San José en el año 2012 la cual planteaba postular como candidato a diputado al ecologista y exmilitante del Partido Acción Ciudadana Gino Biamonte, quien fue presidente provisional del partido en formación, sin embargo los esfuerzos por inscribir el PVSJ no se lograron ante la imposibilidad de cumplir los requisitos que exige el Tribunal Supremo de Elecciones. Las relaciones entre ambos partidos no eran armónicas, el PVC demandó ante la autoridad electoral al PVSJ por usar el mismo nombre.
En las elecciones municipales de 2016 el partido obtuvo sus mejores resultados hasta entonces en el cantón de Paraíso, donde consiguió cargos de elección popular por primera vez. En el Concejo Municipal de Paraíso logró elegir como regidora propietaria a Sonia Lucía Mata Coto y Alexander Mata Arroyo como su suplente, así como el síndico de Paraíso centro, Alexander Mata Arroyo.
En 2024 se da por inactivo el partido y tras años 4 años del fallecimiento de su presidente Rodrigo José Gutiérrez.

## Elecciones legislativas
|  | 0.12 % |

|  | 0.15 % |

|  | 0.10 % |